# 阮增阭
阮增阭（越南语：／；？年—1879年），字子高（越南语：／），越南阮朝官員。

## 生平
阮增阭是廣治省肇豐府海陵縣安舒總駒兒社（今屬廣治省）人。紹治七年（1847年），阮增阭參加承天場鄉試，考中舉人。嗣德初，以候補權攝蓬山縣知縣。因事獲罪免職，發部效力贖罪。後開復職銜，充內閣行走。嗣德十八年（1865年），領謹信司員外郎，隨同廣南布政使鄧輝𤏸到英屬香港探察國際形勢。回國後升授主事，領戶部員外郎。隨後，又出使法國都城巴黎。
嗣德二十三年（1870年），阮增阭與管督黎輝往香港、澳門公幹。不久降為兵部司務，後升員外郎，領乂安按察使。嗣德二十六年（1873年），阮增阭以鴻臚寺卿的身份充任如西陪使，隨同正使黎峻、副使阮文祥出使法國。走到嘉定省時，恰逢北圻發生北圻變故，使團最終在嘉定與法帥遊悲黎簽訂《第二次西貢條約》。回朝後，阮增阭升授吏部左侍郎。隨後又隨同阮文祥出使嘉定，與法國簽訂商約。
嗣德二十八年（1875年），阮朝按照商約規定，開設商政，在河內、海陽開設商政衙。阮增阭前往兩地勘探、籌畫開商事宜。又以協同剿滅海寇有功，加軍功紀錄二次，升領海陽巡撫，兼辦商政事務。嗣德三十年（1877年），改任吏部左參知，再充如西正使，出訪法國。回國後，升吏部尚書，充機密院大臣。
嗣德三十二年（1879年），阮增阭在任內病逝。

## 子女
- 子阮增懿，舉人，仕至承天府丞
- 子阮增恪，蔭授檢討